# 불암로
불암로는 경기도 구리시 갈매동 담터사거리에서 경기도 남양주시 진건읍 비석교차로를 잇는 도로이다.

## 구간
- 담터사거리(금강로, 담터길 교차) - 삼육대학교후문입구 - 화접지하차도(순화궁로 시점) - 화접초등학교(별내중앙로 종점) - 별내 나들목 - 덕송교 - 덕송지하차도(순화궁로 교차) - 광전고가차도교(송산로 교차) - (미개통 구간: 뱅이터널 - 뱅이교 - 비석교차로)

## 총연장
- 5.8 km